# Orientierungslauf-Weltmeisterschaften 2006
Die 23. Orientierungslauf-Weltmeisterschaften fanden vom 29. Juli bis 5. August 2006 in und um Aarhus in Dänemark statt. Die Sprintwettbewerbe wurden im Mindeparken ausgetragen, die übrigen Rennen in den Wäldern Addit / Løndal Skov, Gjern Bakker und Himmelbjerget. Die Qualifikationen wurden im Mindeparken sowie in den Wäldern Hjortsballe Krat und Linå Vesterskov durchgeführt.

## Männer

### Sprint

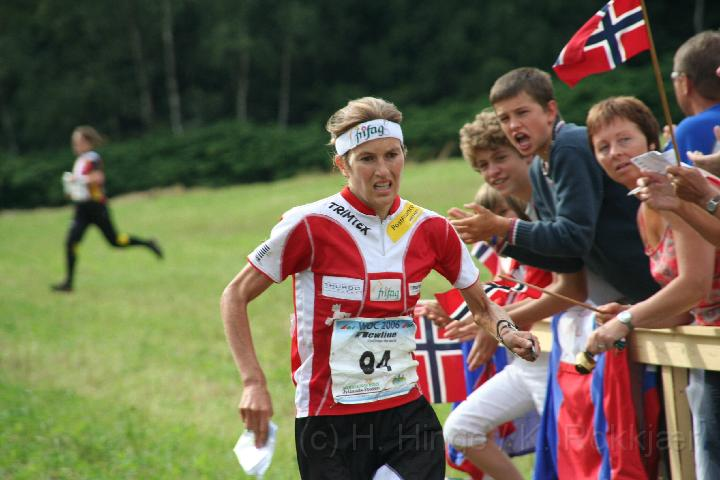
Simone Niggli-Luder bei der WM 2006

| Platza | Land | Athlet            | Zeit        |
| ------ | ---- | ----------------- | ----------- |
| 1      | SWE  | Emil Wingstedt    | 13:35,3 min |
| 2      | SUI  | Daniel Hubmann    | 13:36,3 min |
| 3      | DEN  | Claus Bloch       | 13:37,0 min |
| 4      | FIN  | Jonne Lakanen     | 13:47,8 min |
| 5      | SUI  | Matthias Müller   | 13:50,9 min |
| 6      | UKR  | Juri Omeltschenko | 13:59,7 min |

Qualifikation und Finale

Datum: 1. August

Ort: Mindeparken

Länge: 3,1 km

Steigung: 42 m

Posten: 21

### Mitteldistanz
| Platz | Land | Athlet               | Zeit        |
| ----- | ---- | -------------------- | ----------- |
| 1     | NOR  | Holger Hott Johansen | 35:49,4 min |
| 2     | FIN  | Jarkko Huovila       | 35:58,3 min |
| 3     | GBR  | Jamie Stevenson      | 36:00,0 min |
| 4     | FRA  | Thierry Gueorgiou    | 36:20,5 min |
| 5     | RUS  | Walentin Nowikow     | 36:43,5 min |
| 6     | SUI  | Daniel Hubmann       | 36:45,2 min |

Qualifikation

Datum: 29. Juli

Ort: Hjortsballe Krat
Finale

Datum: 4. August

Ort: Gjern Bakker

Länge: 6,3 km

Steigung: 240 m

Posten: 23

### Langdistanz
| Platz | Land | Athlet          | Zeit        |
| ----- | ---- | --------------- | ----------- |
| 1     | FIN  | Jani Lakanen    | 1:45:01,0 h |
| 2     | SUI  | Marc Lauenstein | 1:46:10,5 h |
| 3     | RUS  | Andrei Chramow  | 1:46:41,2 h |
| 4     | CZE  | Michal Smola    | 1:47:18,8 h |
| 5     | EST  | Olle Kärner     | 1:47:46,5 h |
| 6     | FRA  | François Gonon  | 1:48:04,1 h |

Qualifikation

Datum: 30. Juli

Ort: Linå Vesterskov
Finale

Datum: 2. August

Ort: Addit / Løndal Skov

Länge: 17,5 km

Steigung: 880 m

Posten: 32

### Staffel
| Platz | Land | Athleten                                                    | Zeit      |
| ----- | ---- | ----------------------------------------------------------- | --------- |
| 1     | RUS  | Roman Efimow Andrei Chramow Walentin Nowikow                | 2:11:41 h |
| 2     | FIN  | Mats Haldin Jarkko Huovila Jani Lakanen                     | 2:15:44 h |
| 3     | SWE  | Niclas Jonasson Emil Wingstedt Mattias Karlsson             | 2:18:22 h |
| 4     | SUI  | Matthias Merz Daniel Hubmann Marc Lauenstein                | 2:19:25 h |
| 5     | CZE  | Vladimír Lučan Michal Smola Petr Losman                     | 2:22:55 h |
| 6     | NOR  | Øystein Kvaal Østerbø Øystein Kristiansen Hans Gunnar Omdal | 2:23:14 h |

Finale

Datum: 5. August

Ort: Himmelbjerget

Länge: 6,8–7,1 km / 7,6–8,0 km / 7,6–8,0 km

Steigung: 405–425 m / 460–470 m / 460–470 m

Posten: 20 / 22 / 22

## Frauen

### Sprint
| Platz | Land | Athletin            | Zeit        |
| ----- | ---- | ------------------- | ----------- |
| 1     | AUS  | Hanny Allston       | 13:13,3 min |
| 2     | SUI  | Simone Niggli-Luder | 13:19,1 min |
| 3     | SWE  | Kajsa Nilsson       | 13:24,3 min |
| 4     | SWE  | Lena Eliasson       | 13:29,4 min |
| 5     | FIN  | Minna Kauppi        | 13:48,7 min |
| 6     | GBR  | Helen Bridle        | 14:13,6 min |

Qualifikation und Finale

Datum: 1. August

Ort: Mindeparken

Länge: 2,7 km

Steigung: 30 m

Posten: 15

### Mitteldistanz
| Platz | Land | Athletin            | Zeit        |
| ----- | ---- | ------------------- | ----------- |
| 1     | SUI  | Simone Niggli-Luder | 33:58,1 min |
| 2     | NOR  | Marianne Andersen   | 34:20,5 min |
| 3     | RUS  | Tatjana Rjabkina    | 36:13,9 min |
| 4     | FIN  | Minna Kauppi        | 36:24,9 min |
| 5     | FIN  | Heli Jukkola        | 37:20,7 min |
| 6     | NOR  | Mari Fasting        | 37:24,3 min |

Qualifikation

Datum: 29. Juli

Ort: Hjortsballe Krat
Finale

Datum: 4. August

Ort: Gjern Bakker

Länge: 5,2 km

Steigung: 200 m

Posten: 22

### Langdistanz
| Platz | Land | Athletin               | Zeit        |
| ----- | ---- | ---------------------- | ----------- |
| 1     | SUI  | Simone Niggli-Luder    | 1:19:50,4 h |
| 2     | NOR  | Marianne Andersen      | 1:20:16,1 h |
| 3     | CZE  | Dana Brožková          | 1:22:42,4 h |
| 4     | FIN  | Heli Jukkola           | 1:24:06,6 h |
| 5     | NOR  | Birte Riddervold       | 1:24:17,4 h |
| 6     | NOR  | Anne Margrethe Hausken | 1:24:27,1 h |

Qualifikation

Datum: 30. Juli

Ort: Linå Vesterskov
Finale

Datum: 2. August

Ort: Addit / Løndal Skov

Länge: 11,7 km

Steigung: 595 m

Posten: 24

### Staffel
| Platz | Land | Athletinnen                                               | Zeit      |
| ----- | ---- | --------------------------------------------------------- | --------- |
| 1     | FIN  | Paula Haapakoski Heli Jukkola Minna Kauppi                | 2:21:05 h |
| 2     | SWE  | Jenny Johansson Kajsa Nilsson Karolina A. Höjsgaard       | 2:22:16 h |
| 3     | SUI  | Martina Fritschy Vroni König-Salmi Simone Niggli-Luder    | 2:22:55 h |
| 4     | AUS  | Jo Allison Grace Elson Hanny Allston                      | 2:26:02 h |
| 5     | CZE  | Zdenka Stará Eva Juřeníková Dana Brožková                 | 2:26:54 h |
| 6     | NOR  | Birte Riddervold Marianne Andersen Anne Margrethe Hausken | 2:27:00 h |

Finale

Datum: 5. August

Ort: Himmelbjerget

Länge: 5,1–5,3 km / 6,4–6,9 km / 6,4–6,9 km

Steigung: 305–320 m / 400–410 m / 400–410 m

Posten: 14 / 19 / 19

## Medaillenspiegel
| Platz | Land                   | Gold | Silber | Bronze | Gesamt |
| ----- | ---------------------- | ---- | ------ | ------ | ------ |
| 1     | Schweiz                | 2    | 3      | 1      | 6      |
| 2     | Finnland               | 2    | 2      | -      | 4      |
| 3     | Norwegen               | 1    | 2      | -      | 3      |
| 4     | Schweden               | 1    | 1      | 2      | 4      |
| 5     | Russland               | 1    | -      | 2      | 3      |
| 6     | Australien             | 1    | -      | -      | 1      |
| 7     | Dänemark               | -    | -      | 1      | 1      |
|       | Vereinigtes Königreich | -    | -      | 1      | 1      |
|       | Tschechien             | -    | -      | 1      | 1      |